# Melittomma brasiliense
Melittomma brasiliense är en skalbaggsart som först beskrevs av François Louis Nompar de Caumont de Laporte 1832.  Melittomma brasiliense ingår i släktet Melittomma och familjen varvsflugor. Inga underarter finns listade i Catalogue of Life.